# Xyrine carnei
Xyrine carnei är en skalbaggsart som beskrevs av Britton 1987. Xyrine carnei ingår i släktet Xyrine och familjen Melolonthidae. Inga underarter finns listade i Catalogue of Life.